# Okamejei powelli
Okamejei powelli är en rockeart som först beskrevs av Alcock 1898.  Okamejei powelli ingår i släktet Okamejei och familjen egentliga rockor. IUCN kategoriserar arten globalt som otillräckligt studerad. Inga underarter finns listade i Catalogue of Life.